# Lista gatunków z rodzaju pięciornik
Lista gatunków z rodzaju pięciornik (Potentilla L.) – lista gatunków z rodzaju roślin z rodziny różowatych. Należy do niego 300-500 gatunków (w zależności od ujęcia taksonomicznego). Według The Plant List w obrębie tego rodzaju znajduje się co najmniej 325 gatunków o nazwach zweryfikowanych i zaakceptowanych, podczas gdy aż 1473 taksonów ma status gatunków niepewnych (niezweryfikowanych).

## Lista gatunków
- Potentilla acaulis L.
- Potentilla achillea (Soj k) Soj k
- Potentilla acuminata H.M.Hall
- Potentilla adenotricha Vodop.
- Potentilla adriatica Murb.

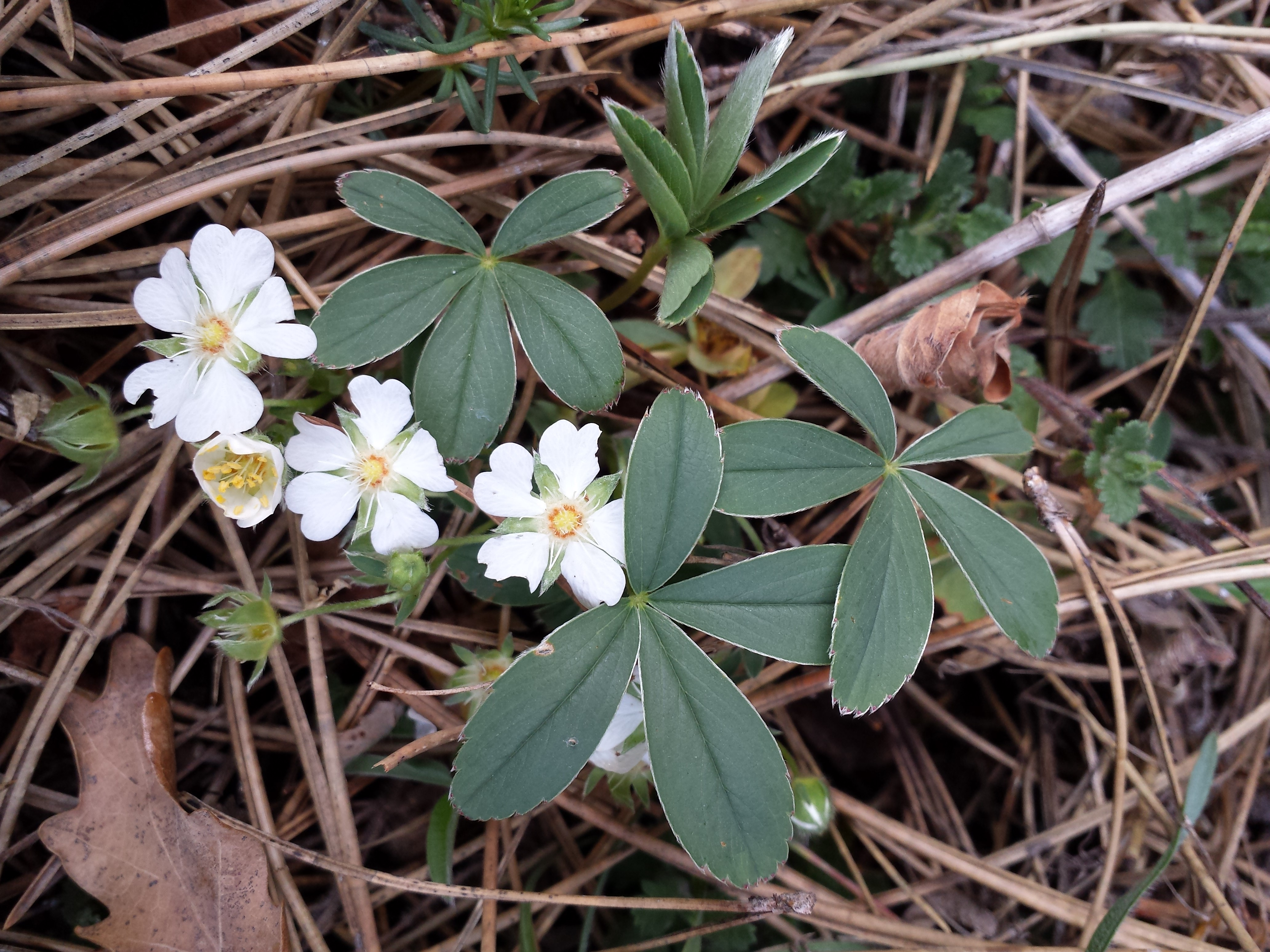
Pięciornik biały

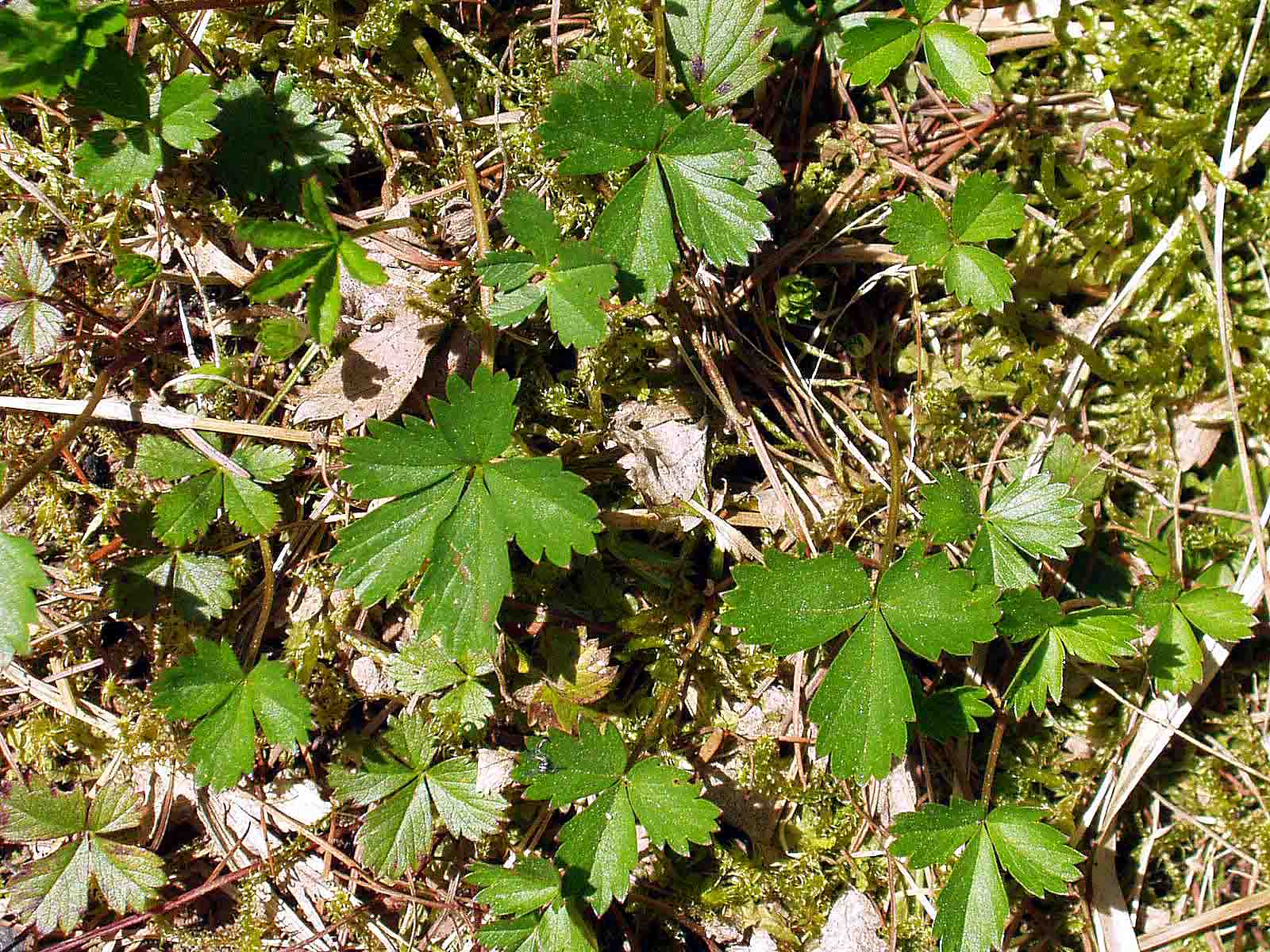
Pięciornik rozścielony

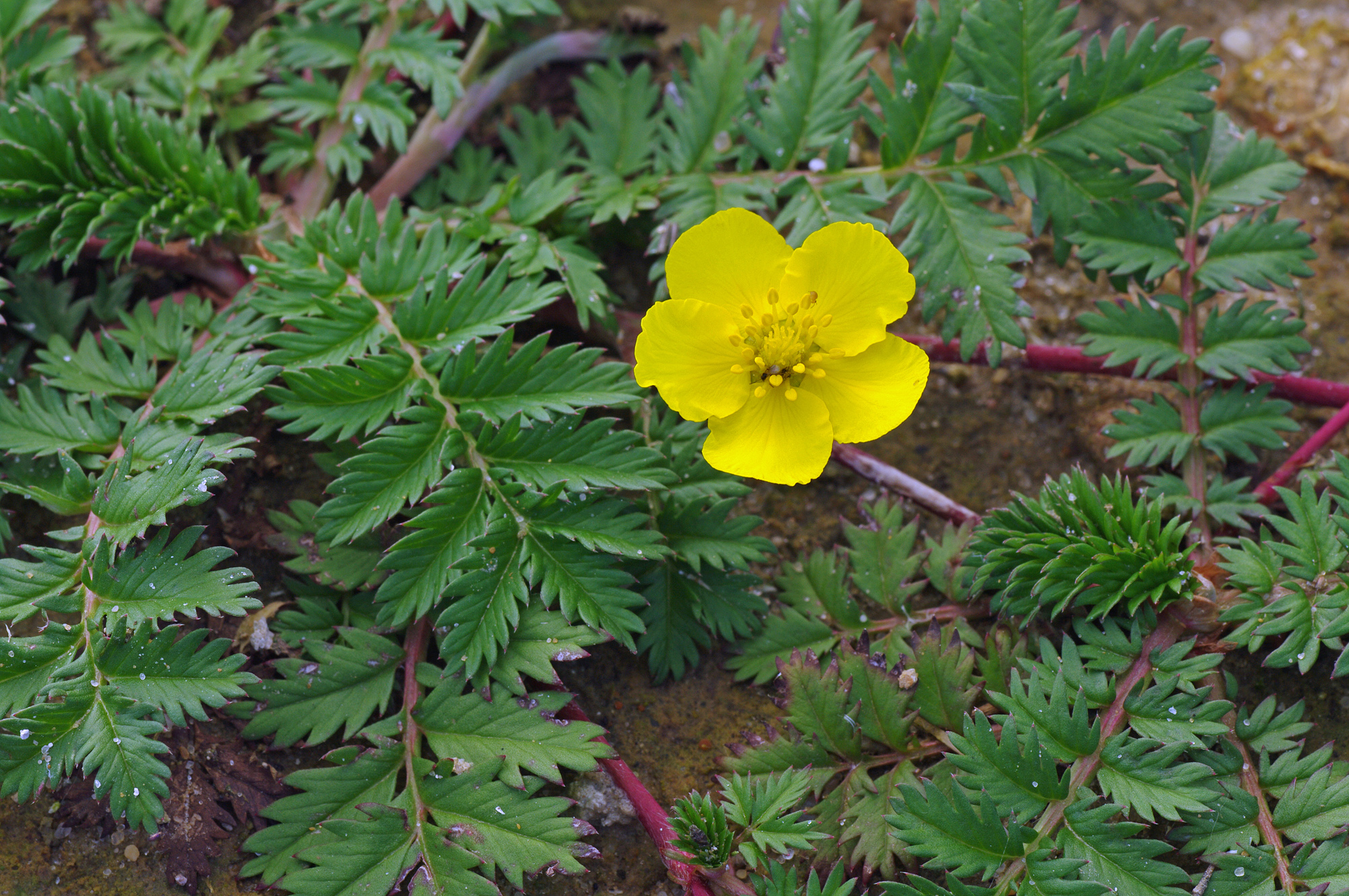
Pięciornik gęsi

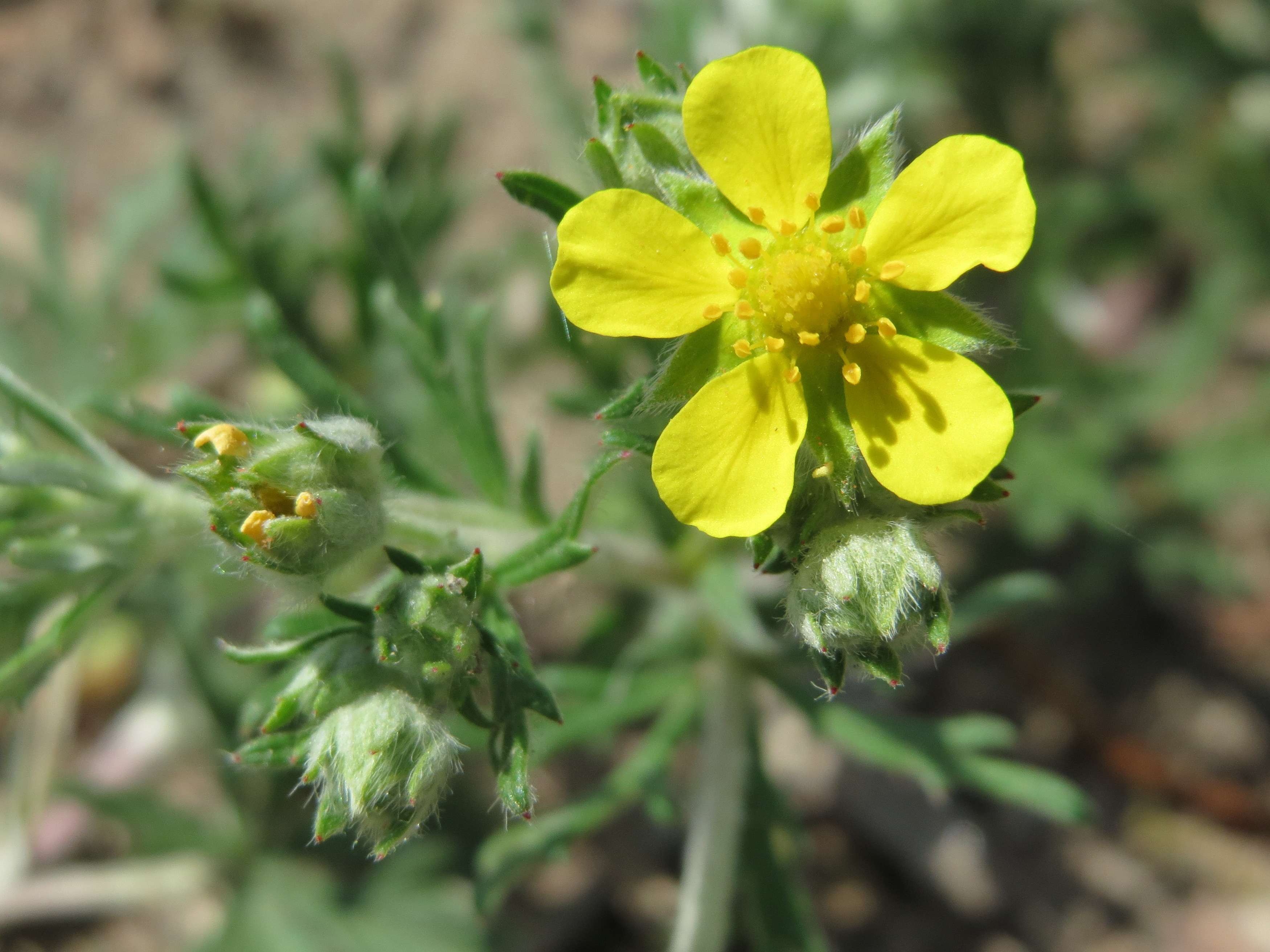
Pięciornik srebrny

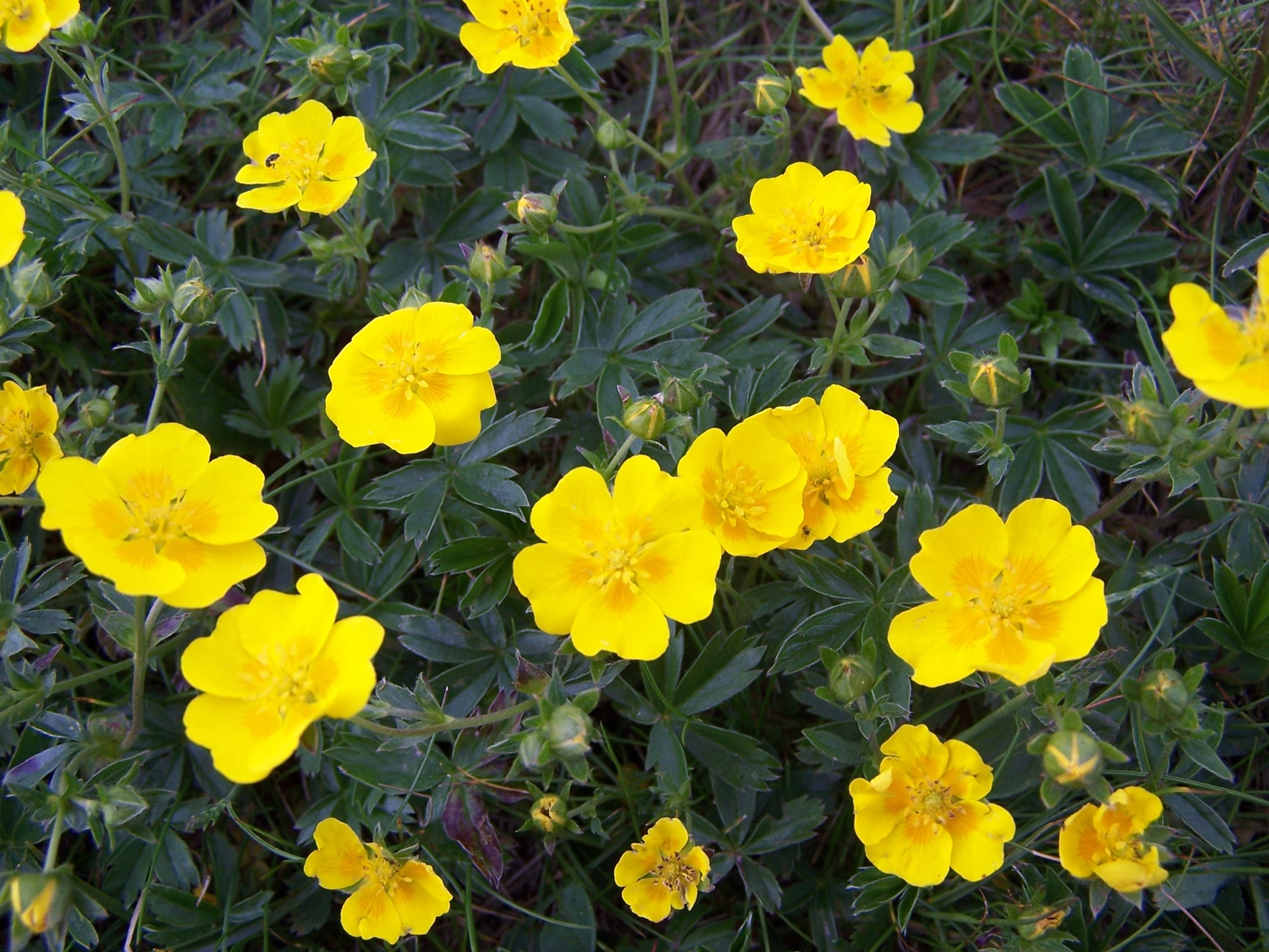
Pięciornik złoty

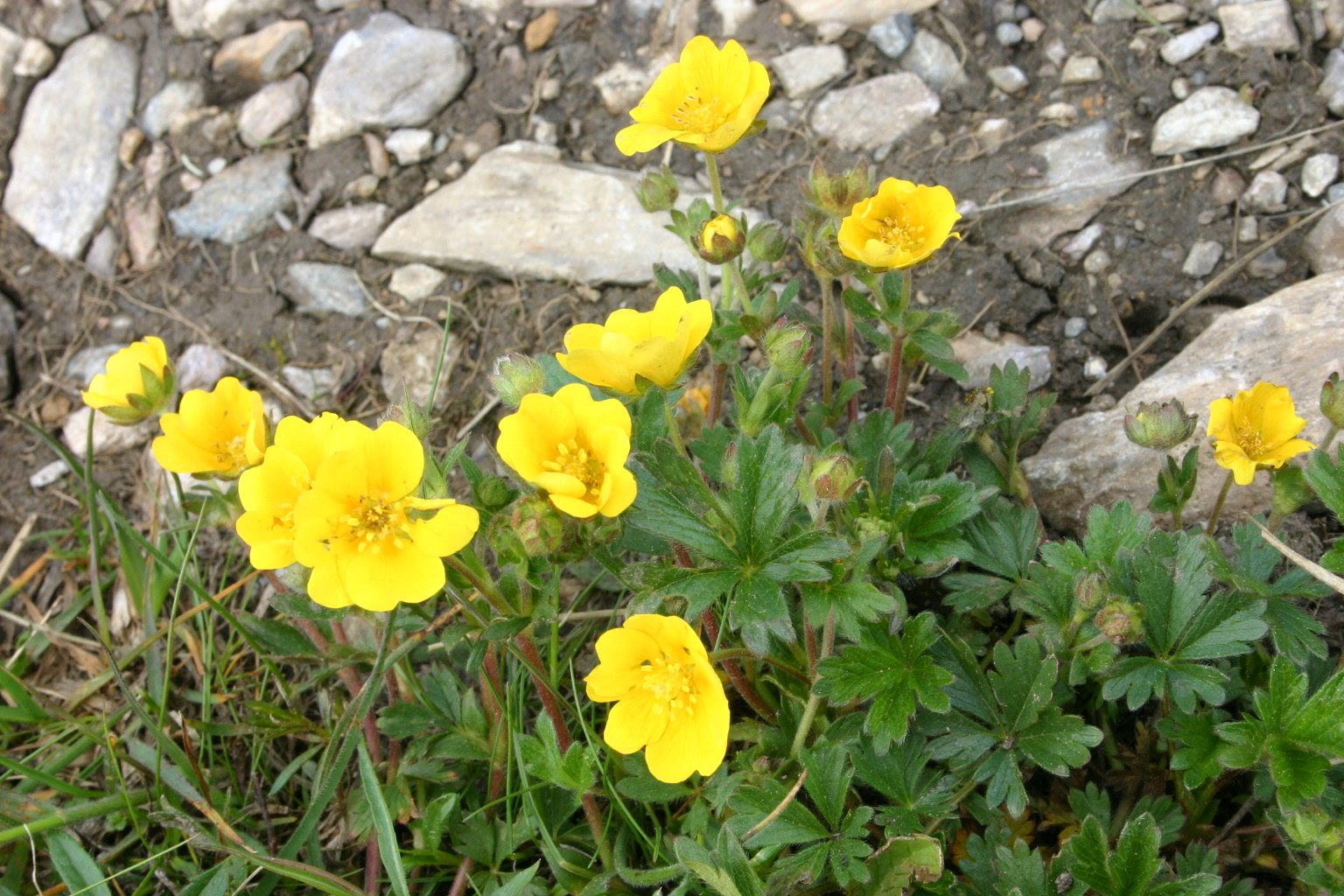
Pięciornik alpejski

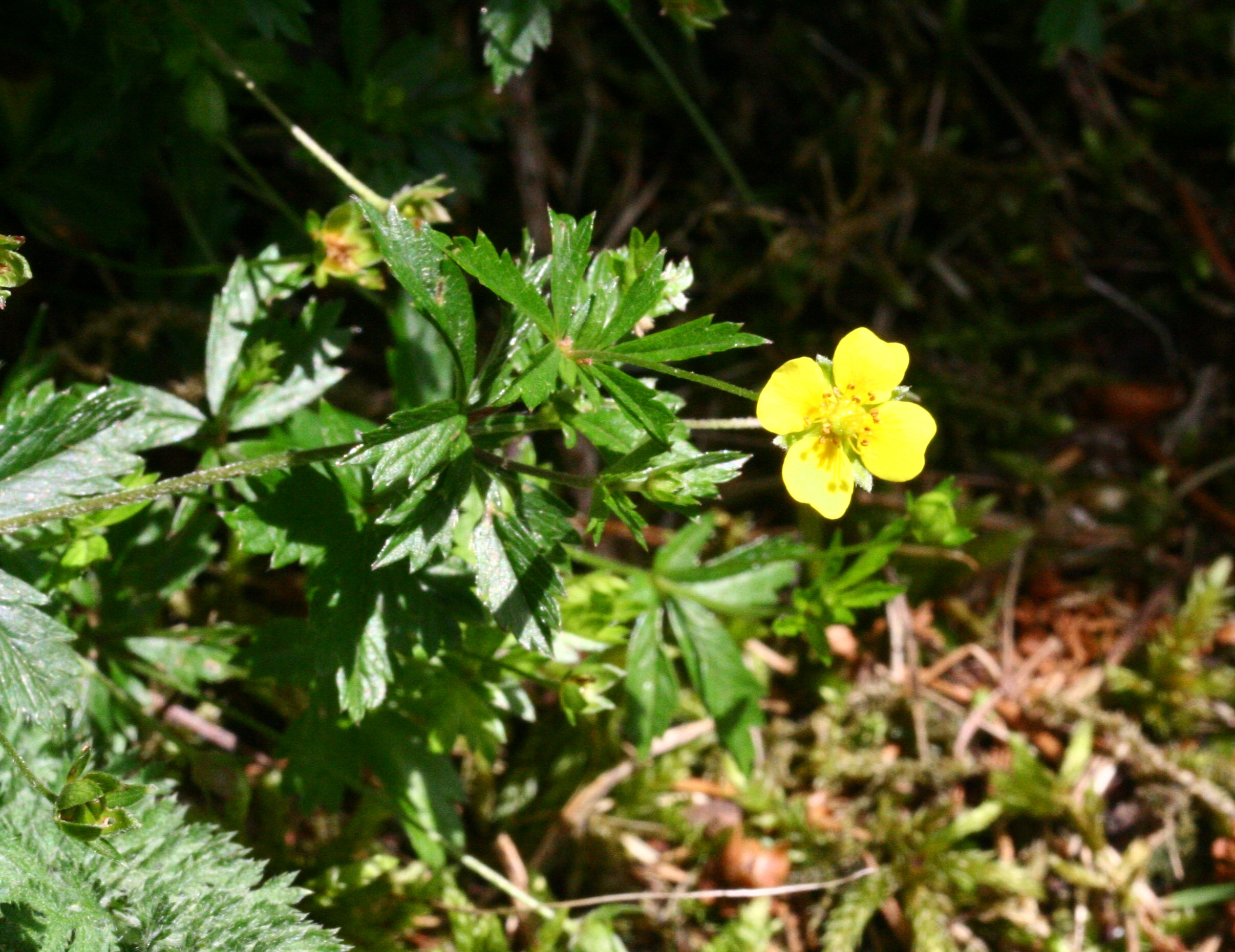
Pięciornik kurze ziele

- Potentilla adscharica Sommier & Levier
- Potentilla agrimonioides M.Bieb.
- Potentilla alba L. – pięciornik biały
- Potentilla alchimilloides Lapeyr.
- Potentilla algida Soj k
- Potentilla alpicola De la Soie
- Potentilla anachoretica Sojk
- Potentilla anatolica Peșmen
- Potentilla ancistrifolia Bunge
- Potentilla anglica Laichard. – pięciornik rozścielony
- Potentilla angustiloba T.T.Yu & C.L.Li
- Potentilla anserina L. – pięciornik gęsi
- Potentilla apennina Ten.
- Potentilla approximata Bunge
- Potentilla arcadiensis Iatrof
- Potentilla arctica Rouy
- Potentilla arenosa (Turcz.) Juz.
- Potentilla argaea Boiss. & Balansa
- Potentilla argentea L. – pięciornik srebrny
- Potentilla argenteiformis Kauffm.
- Potentilla arguta Pursh
- Potentilla arnavatensis (Th.Wolf) Th.Wolf ex Juz.
- Potentilla articulata Franch.
- Potentilla aspegrenii Kurtto
- Potentilla asperrima Turcz.
- Potentilla assalemica Soj k
- Potentilla assimilis Soj k
- Potentilla asterotricha Soj k
- Potentilla astracanica Jacq.
- Potentilla astragalifolia Bunge
- Potentilla asturica Rothm.
- Potentilla atrosanguinea G.Lodd. ex D.Don – pięciornik krwisty
- Potentilla aucheriana Th.Wolf ex Bornm.
- Potentilla × aurantiaca Soj k
- Potentilla aurea L. – pięciornik złoty
- Potentilla bactriana Soj k
- Potentilla balansae Peșmen
- Potentilla × beckii Murr
- Potentilla beringii Jurtzev
- Potentilla betonicifolia Poir.
- Potentilla biennis Greene
- Potentilla biflora Willd. ex Schltdl.
- Potentilla bipinnatifida Douglas ex Hook.
- Potentilla borissii Ovcz. & Kochk.
- Potentilla bornmuelleri Borb s
- Potentilla botschantzeviana Adylov
- Potentilla brachypetala Fisch. & C.A.Mey. ex Lehm.
- Potentilla brauniana Hoppe
- Potentilla brevifolia Nutt. ex Torr. & A.Gray
- Potentilla bungei Boiss.
- Potentilla butkovii Botsch.
- Potentilla calabra Ten.
- Potentilla calycina Boiss. & Balansa
- Potentilla camillae Kolak.
- Potentilla canadensis L.
- Potentilla cardotiana Hand.-Mazz.
- Potentilla carniolica A.Kern.
- Potentilla caulescens L.
- Potentilla centigrana Maxim.
- Potentilla × chalchorum Soj k
- Potentilla chamissonis Hulten
- Potentilla chinensis Ser.
- Potentilla cinerea Chaix ex Vill.
- Potentilla clusiana Jacq.
- Potentilla × collina Wibel – pięciornik pagórkowy
- Potentilla concinna Richardson
- Potentilla conferta Bunge – pięciornik grzebieniasty
- Potentilla coriandrifolia G.Don
- Potentilla crantzii (Crantz) Beck ex Fritsch – pięciornik alpejski
- Potentilla crassinervia Viv.
- Potentilla crenulata T.T.Yu & C.L.Li
- Potentilla crinita A.Gray
- Potentilla cryptophila Bornm.
- Potentilla cryptotaeniae Maxim.
- Potentilla cuneata Wall. – pięciornik klinolistny
- Potentilla czerepninii Krasnob.
- Potentilla darvazica Juz.
- Potentilla delavayi Franch.
- Potentilla delphinensis Gren.
- Potentilla deorum Boiss. & Heldr.
- Potentilla desertorum Bunge
- Potentilla detommasii Ten.
- Potentilla discolor Bunge
- Potentilla divina Albov
- Potentilla doerfleri Wettst.
- Potentilla doubjonneana Cambess.
- Potentilla drummondii Lehm.
- Potentilla elatior Willd. ex Schltdl.
- Potentilla elegans Cham. & Schltdl.
- Potentilla emilii-popii Ny r.
- Potentilla erecta (L.) Raeusch. – pięciornik kurze ziele
- Potentilla eriocarpa Wall. ex Lehm.
- Potentilla eversmanniana Fisch. ex Claus
- Potentilla evestita Th.Wolf
- Potentilla exuta Soj k
- Potentilla fallens Cardot
- Potentilla fedtschenkoana Siegfr. ex Th.Wolf
- Potentilla ferganensis Soj k
- Potentilla fissa Nutt. ex Torr. & A.Gray
- Potentilla flabellata Regel & Schmalh.
- Potentilla flabellifolia Hook. ex Torr. & A.Gray
- Potentilla flagellaris Willd. ex Schltdl.
- Potentilla fragarioides L.
- Potentilla fragiformis Willd. ex Schltdl.
- Potentilla freyniana Bornm.
- Potentilla frigida Vill.
- Potentilla fructicosa Gray – pięciornik krzewiasty
- Potentilla geranioides Willd.
- Potentilla glabra G.Lodd.
- Potentilla glabrata Willd. ex Schltdl.
- Potentilla glaucescens Willd. ex Schltdl.
- Potentilla gombalana Hand.-Mazz.
- Potentilla gordiaginii Juz.
- Potentilla gracilis Douglas ex Hook.
- Potentilla gracillima Kamelin
- Potentilla grammopetala Moretti
- Potentilla grandiflora L.
- Potentilla granulosa T.T.Yu & C.L.Li
- Potentilla griffithii Hook.f.
- Potentilla grisea Juz.
- Potentilla haynaldiana Janka
- Potentilla heptaphylla L. – pięciornik siedmiolistkowy
- Potentilla heynii Roth
- Potentilla hippiana Lehm.
- Potentilla hirta L.
- Potentilla hispanica Zimmeter
- Potentilla hookeriana Lehm.
- Potentilla humifusa Willd. ex Schltdl.
- Potentilla hyparctica Malte
- Potentilla hypargyrea Hand.-Mazz.
- Potentilla hypoleuca Turcz.
- Potentilla imbricata Kar. & Kir.
- Potentilla imerethica Gagnidze & Sokhadze
- Potentilla incana P.Gaertn., B.Mey. & Scherb.
- Potentilla inclinata Vill. – pięciornik siwy
- Potentilla × insularis Soj k
- Potentilla intermedia L. – pięciornik pośredni
- Potentilla × italica Lehm.
- Potentilla jenissejensis Polozhij & W.A.Smirnova
- Potentilla johanniniana Goiran
- Potentilla karatavica Juz.
- Potentilla kemulariae Kapeller & Kuth.
- Potentilla kionaea Hal csy
- Potentilla kleiniana Wight & Arn.
- Potentilla kotschyana Fenzl
- Potentilla kryloviana Th.Wolf
- Potentilla kulabensis Th.Wolf
- Potentilla kuznetzowii (Govor.) Juz.
- Potentilla lancinata Cardot
- Potentilla lazica Boiss. & Balansa ex Boiss.
- Potentilla leuconota D.Don
- Potentilla leucopolitana P.J.Müll. – pięciornik jedwabisty
- Potentilla libanotica Boiss. & Spruner
- Potentilla limprichtii J.Krause
- Potentilla lindackeri Tausch
- Potentilla lineata Trevir.
- Potentilla lomakinii Grossh.
- Potentilla longifolia Willd. ex Schltdl.
- Potentilla longipes Ledeb.
- Potentilla macropoda Soj k
- Potentilla macrosepala Cardot
- Potentilla matsumurae Th.Wolf
- Potentilla matsuokana Makino
- Potentilla megalantha Takeda – pięciornik poziomkowaty
- Potentilla megalocarpus Popov
- Potentilla meyeri Boiss.
- Potentilla micrantha Ramond ex DC. – pięciornik drobnokwiatowy
- Potentilla microphylla D.Don
- Potentilla millefolia Rydb.
- Potentilla × mixta Nolte ex Rchb.
- Potentilla miyabei Makino
- Potentilla mollissima Lehm.
- Potentilla montana Brot.
- Potentilla montenegrina Pant.
- Potentilla morefieldii Ertter
- Potentilla mujensis Kurbatski
- Potentilla multicaulis Bunge
- Potentilla multiceps T.T.Yu & C.L.Li
- Potentilla multifida L.
- Potentilla multisecta (S.Watson) Rydb.
- Potentilla neglecta Baumg.
- Potentilla nepalensis Hook. – pięciornik nepalski
- Potentilla nervosa Juz.
- Potentilla neumanniana Rchb. – pięciornik wiosenny
- Potentilla nevadensis Boiss.
- Potentilla newberryi A.Gray
- Potentilla nicicii Adamović
- Potentilla nitida L.
- Potentilla nivalis Lapeyr.
- Potentilla nivea L.
- Potentilla nordmanniana Ledeb.
- Potentilla norvegica L. – pięciornik norweski
- Potentilla nurensis Boiss. & Hausskn. ex Boiss.
- Potentilla oblanceolata Rydb.
- Potentilla × okensis Petunn.
- Potentilla omeiensis (T.T.Yu & C.L.Li) Soj k
- Potentilla omissa Soj k
- Potentilla ovina Macoun
- Potentilla oweriniana Rupr. ex Boiss.
- Potentilla ozjorensis Peschkova
- Potentilla pamirica Th.Wolf
- Potentilla pamiroalaica Juz.
- Potentilla pannosa Boiss. & Hausskn. ex Boiss.
- Potentilla parvifolia Fisch. ex Lehm.
- Potentilla patula Waldst. & Kit.
- Potentilla pectinisecta Rydb.
- Potentilla pedata Willd. ex Hornem.
- Potentilla peduncularis D.Don
- Potentilla pendula T.T.Yu & C.L.Li
- Potentilla penniphylla Soj k
- Potentilla pensylvanica L.
- Potentilla pimpinelloides L.
- Potentilla pindicola Hausskn.
- Potentilla plattensis Nutt.
- Potentilla plumosa T.T.Yu & C.L.Li
- Potentilla polyphylla Wall. ex Lehm.
- Potentilla porphyrantha Juz.
- Potentilla potaninii Th.Wolf
- Potentilla praecox F.W.Schultz
- Potentilla pseudosericea Rydb.
- Potentilla pulchella R.Br.
- Potentilla pulcherrima Lehm.
- Potentilla pulviniformis A.P.Khokhr.
- Potentilla pusilla Host – pięciornik omszony
- Potentilla pyrenaica Ramond ex DC.
- Potentilla ranunculoides Kunth
- Potentilla recta L. – pięciornik wyprostowany
- Potentilla reptans L. – pięciornik rozłogowy
- Potentilla reuteri Boiss.
- Potentilla rhenana P.J.Müll. ex Zimmeter
- Potentilla rigida Wall. ex Lehm.
- Potentilla rigidula Th.Wolf
- Potentilla rigoana Th.Wolf
- Potentilla rimicola (Munz & I.M.Johnst.) Ertter
- Potentilla rivalis Nutt. ex Torr. & A.Gray
- Potentilla robbinsiana (Lehm.) Oakes ex Rydb.
- Potentilla rosulifera H.L‚v.
- Potentilla × rubella T.J.So>!rensen
- Potentilla rubida L.O.Williams
- Potentilla rubricaulis Lehm.
- Potentilla rupifraga A.P.Khokhr.
- Potentilla rupincola Osterh.
- Potentilla ruprechtii Boiss.
- Potentilla sajanensis Polozhij
- Potentilla sanguisorba Willd. ex Schltdl.
- Potentilla saposhnikovii Kurbatski
- Potentilla saundersiana Royle
- Potentilla savvalensis Pawl.
- Potentilla saxifraga Ardoino ex De Not.
- Potentilla × schrenkiana Regel
- Potentilla schugnanica Juz. ex Adylov
- Potentilla seidlitziana Bien.
- Potentilla × sergievskajae Peschkova
- Potentilla sericea L.
- Potentilla silesiaca R.Uechtr. – pięciornik śląski
- Potentilla simplex Michx.
- Potentilla simulatrix Th.Wolf
- Potentilla sischanensis Bunge ex Lehm.
- Potentilla smithiana Hand.-Mazz.
- Potentilla sommerfeltii Lehm.
- Potentilla sommieri Siegfr. & R.Keller
- Potentilla sosnowskyi Kapeller
- Potentilla speciosa Willd.
- Potentilla sphenophylla Th.Wolf
- Potentilla stenophylla (Franch.) Diels
- Potentilla sterilis (L.) Garcke – pięciornik płonny
- Potentilla stipularis L.
- Potentilla stolonifera Lehm. ex Ledeb.
- Potentilla straussii (Bornm.) Bornm.
- Potentilla suavis Soj k
- Potentilla subdigitata T.T.Yu & C.L.Li
- Potentilla × suberecta Zimmeter
- Potentilla subjuga Rydb.
- Potentilla sublaevis O.Schwarz
- Potentilla subvahliana Jurtzev
- Potentilla subviscosa Greene
- Potentilla supina L. – pięciornik niski
- Potentilla svanetica Siegfr. & R.Keller
- Potentilla szovitsii Th.Wolf
- Potentilla tabernaemontani Asch.
- Potentilla tanacetifolia Willd. ex Schltdl.
- Potentilla taronensis Wu ex T.T.Yu & C.L.Li
- Potentilla taurica Willd. ex Schltdl.
- Potentilla tenuis (Hand.-Mazz.) Soj k
- Potentilla tephroleuca Th.Wolf
- Potentilla tephroserica Juz.
- Potentilla tericholica Sobolevsk.
- Potentilla thurberi A.Gray
- Potentilla thuringiaca Bernh.
- Potentilla thyrsiflora Hülsen ex Zimmeter – pięciornik rozpierzchłokwiatowy
- Potentilla tianschanica Th.Wolf
- Potentilla × tikhomirovii Jurtzev
- Potentilla tobolensis Th.Wolf ex Pavlov
- Potentilla tommasiniana F.W.Schultz
- Potentilla transcaspia Th.Wolf
- Potentilla tridentula Velen.
- Potentilla tschimganica Soj k
- Potentilla × tschukotica Jurtzev ex V.V.Petrovsky
- Potentilla tucumanensis A.Castagnaro & M.Arias bis
- Potentilla tugitakensis Masam.
- Potentilla turczaninowiana Stschegl.
- Potentilla turfosa Hand.-Mazz.
- Potentilla turgaica Soj k
- Potentilla umbrosa Steven ex M.Bieb.
- Potentilla uniflora Ledeb.
- Potentilla vahliana Lehm.
- Potentilla valderia L.
- Potentilla verticillaris Stephan ex Willd.
- Potentilla villosa Pall. ex Pursh
- Potentilla × villosula Jurtzev
- Potentilla virgata Lehm.
- Potentilla visianii Pančić
- Potentilla volgarica Juz.
- Potentilla vorobievii Nechaeva & Soj k
- Potentilla vulcanicola Juz.
- Potentilla vvedenskyi Botsch.
- Potentilla wimanniana Günther & Schummel – pięciornik Wimanna
- Potentilla wismariensis T.Gregor & Henker
- Potentilla wrangelliana Fisch. & Avé-Lall.
- Potentilla xizangensis T.T.Yu & C.L.Li